# Пітекантроп

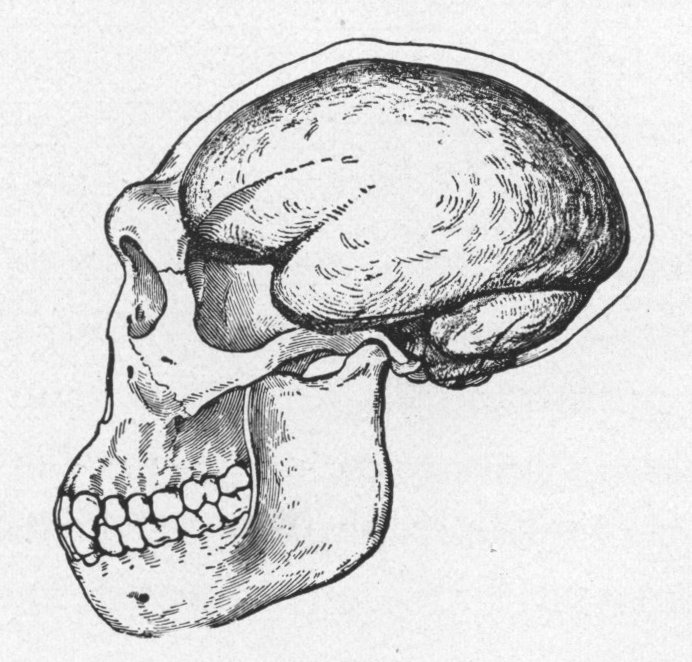
Малюнок черепа яванської людини

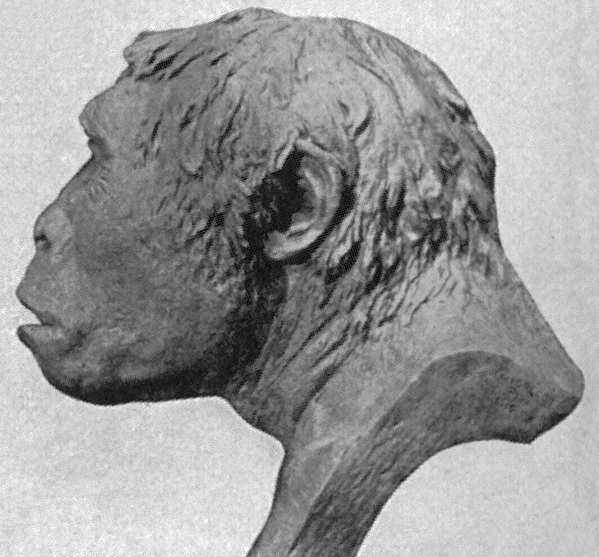

Пітекантроп (від грец. πίθηκος — «мавпа» і  ἄνθρωπος — «людина», «яванська людина») — викопний підвид людей, який колись розглядали як проміжну ланку еволюції між австралопітеками і неандертальцями. Мешкав приблизно 700 — 270тисяч років тому. Нині пітекантропа розглядають як локальний варіант Homo erectus (поряд з гайдельберзькою людиною в Європі та пекінською людиною (синантропом) у Китаї), який характерний виключно для Південно-Східної Азії і який не породив безпосередніх предків людини. Допускається, що прямим нащадком яванської людини є людина флореська.

## Зовнішній вигляд
Пітекантроп невисокого зросту (трохи більше 1,5 метра), з прямою ходою і архаїчною будовою черепа (товсті стінки, низька лобова кістка, виступаючі надочноямкові валики, скошене підборіддя). За обсягом мозку (900—1200 см³) займав проміжне положення між людиною вмілою ( Homo habilis) і неандертальською людиною, людиною розумною.

## Матеріальна культура
Прямих доказів того, чи виготовляв пітекантроп знаряддя, немає, так як кісткові останки на острові Ява виявлені в перевідкладеному стані, що виключає знаходження знарядь. З іншого боку, в тих же шарах і з тією ж фауною, що і знахідки пітекантропа, зроблені знахідки архаїчних знарядь, аналогічних ашельскій культурі. Крім того, серед пізніших знахідок (синантроп, гайдельберзька людина, атлантроп), що належали до того ж виду Homo erectus або близьких видів (Homo heidelbergensis, Homo ergaster, Homo antecessor), знайдені знаряддя тієї ж культури, що і яванські. Тому є підстави думати, що яванські знаряддя були зроблені саме пітекантропами.

## Історія відкриття

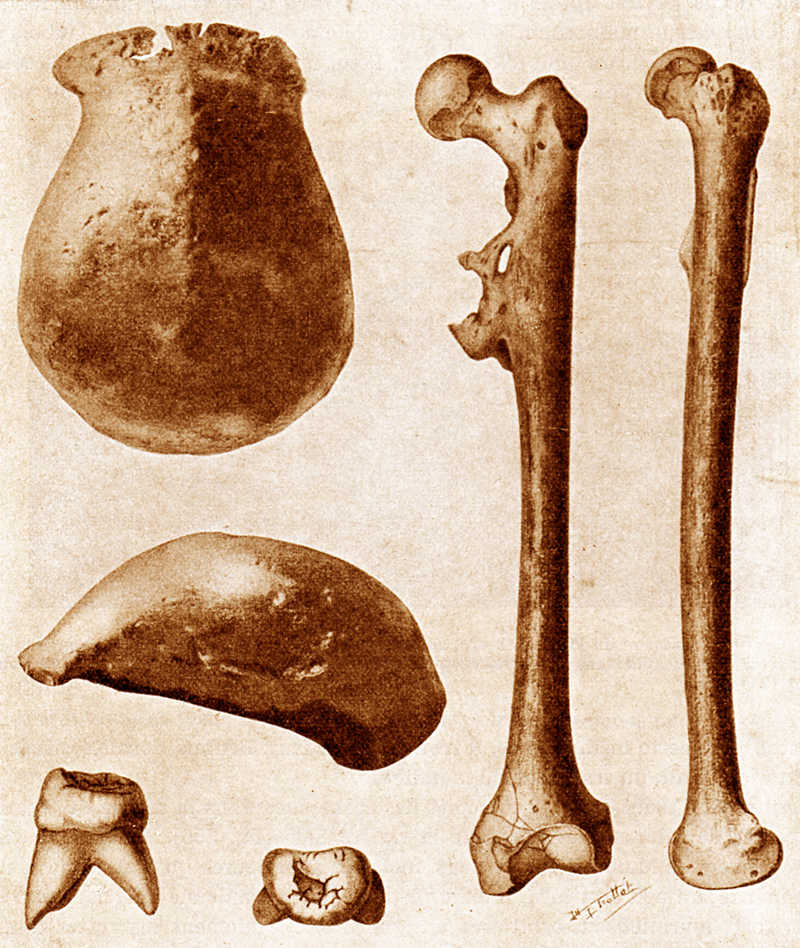
Оригінал решток Pithecanthropus erectus (заразHomo erectus), знайдених на Яві в 1891 р.

Термін «пітекантроп» запропонований Геккелем в 1866 р., як позначення гіпотетичного посередника між мавпою і людиною.
В 1890 р. голландський лікар Ежен Дюбуа вирушив на острів Ява в пошуках предка сучасної людини. Через місяць розкопок на березі річки Соло біля села Триніль був виявлений скам'янілий мавпячий корінний зуб, а ще через місяць, в жовтні 1891 — черепна кришка, після чого Дюбуа робить висновок, що ці частини належать великій людиноподібній мавпі. Ще через рік в 14-ти метрах від місця знахідки було знайдено людську стегнову кістку, яка була також віднесена до останків невідомого людиноподібного. За формою стегнової кістки був зроблений висновок про прямоходіння, а сам новий вид названий Pithecantropus erectus (мавпо-людина прямоходяча). Пізніше в трьох метрах від черепної кришки був знайдений ще один корінний зуб. Ці кістки Дюбуа привіз до Європи для вивчення, забув коробку з ними в кафе, але потім повернувшись в це кафе виявив її на тому ж місці, де й забув.
У грудні 1895 р. в берлінському товаристві антропології, етнології і доісторії зібралася конференція з метою укладення висновку з приводу останків, виявлених Дюбуа. Велика кількість примітивних рис, властивих черепній коробці пітекантропа (низький похилий лоб, масивний валик та ін.), обумовила скептицизм тодішнього наукового співтовариства по відношенню до знахідки як до можливого предка людини, а президент Товариства Рудольф Вірхов навіть заявив:

«У черепі є глибокий шов між нижнім склепінням і верхнім краєм орбіт. Такий шов знаходять тільки у мавп, а не у людини, тому череп мав належати мавпі. На мій погляд, ця істота була твариною, гігантським гібоном. Стегнова кістка ніяк не пов'язана з черепом.»

В 1930-і роки ван Кенігсвальд виявив інші останки пітекантропа Homo erectus soloensis, що краще збереглися, на острові Ява (містечко Моджокерто поблизу Сангірана). Після цього сумніви у приналежності пітекантропа до роду Homo відпали, однак поховали надію на те, що цей підвид зіграв якусь роль в еволюції людей сучасного виду.

## Пітекантроп і сучасні люди
Сучасні дослідники не схильні вважати пітекантропа предком сучасної людини. Скоріше, він є далекою і ізольованою популяцією Homo erectus, які в умовах Індонезії дожили до появи сучасних людей і вимерли 27 тис. років тому.